# Chimbel
Chimbel è una suddivisione dell'India, classificata come census town, di 11.983 abitanti, situata nel distretto di Goa Nord, nello territorio federato di Goa. In base al numero di abitanti la città rientra nella classe IV (da 10.000 a 19.999 persone).

## Geografia fisica
La città è situata a 15° 29' 17 N e 73° 52' 30 E.

## Società

### Evoluzione demografica
Al censimento del 2001 la popolazione di Chimbel assommava a 11.983 persone, delle quali 6.063 maschi e 5.920 femmine. I bambini di età inferiore o uguale ai sei anni assommavano a 1.702, dei quali 877 maschi e 825 femmine. Infine, coloro che erano in grado di saper almeno leggere e scrivere erano 7.285, dei quali 4.066 maschi e 3.219 femmine.